# Kvačany (Prešov)
Kvačany (em húngaro: Kacsány) é um município da Eslováquia, situado no distrito de Prešov, na região de Prešov. Tem 5,12 km² de área e sua população em 2018 foi estimada em 297 habitantes.

## Demografia
| Ano:        | 1994 | 2004 | 2014 | 2024   |
| ----------- | ---- | ---- | ---- | ------ |
| Broj ljudi: | 250  | 245  | 294  | 292    |
| Razlika:    |      | -2%  | +20% | -0,68% |

| Ano:               | 2023 | 2024   |
| ------------------ | ---- | ------ |
| Número de pessoas: | 284  | 292    |
| Diferença:         |      | +2,81% |